# 古川裕大
古川 裕大（ふるかわ ゆうだい、1998年6月19日 - ）は、福岡県八女市出身のプロ野球選手（捕手）。右投左打。北海道日本ハムファイターズ所属。

## 経歴

### プロ入り前
八女市立長峰小学校で野球を始め。八女市立福島中学校時代は久留米ボーイズに所属し、U-15野球日本代表に選出された。
久留米市立久留米商業高等学校では1年秋から正捕手の座を獲得し、3年時は副主将を務めた。甲子園出場経験はなかった。1学年下に井上絢登がいる。
上武大学では1年春からベンチ入りを果たし、2年春にはDHのベストナインを獲得する。3年春には本塁打王、打点王、最高出塁率のタイトルを獲得する。3年秋には首位打者を獲得し、大学野球日本代表に選出される。大学時代の通算本塁打は12本。同学年に佐藤蓮、吉野光樹、1学年下にブライト健太がいる。
2020年10月26日に行われたプロ野球ドラフト会議では、北海道日本ハムファイターズから3位指名を受け、11月20日に契約金5000万円、年俸900万円（推定）で仮契約を結んだ。背番号は27。

### 日本ハム時代
2021年、シーズン通して一軍昇格はなかったものの、二軍では58試合に出場した。9月以降は打率.394だった。
2022年、開幕は二軍スタートだったものの、4月9日に清水優心との入れ替えで一軍に初昇格した。その後、安打が出ず登録抹消されるも、再昇格した。その後、7月30日の東北楽天ゴールデンイーグルス戦で田中将大からプロ初安打を放ち、8月9日には髙橋光成からプロ初打点を記録。また、定位置の捕手以外に外野の守備にも就き、8月23日のオリックス・バファローズ戦（釧路）では「1番・右翼手」で出場し、補殺を記録した。8月27日の福岡ソフトバンクホークス戦（札幌ドーム）では「6番・捕手」として出場し、コディ・ポンセをノーヒットノーラン達成に導いた。最終的に36試合に出場した。オフに300万円増の1200万円で契約更改した。
2023年は、17試合出場、打率.186にとどまった。11月29日、現状維持となる推定年俸1200万円で契約を更改した

## 選手としての特徴
二塁への送球完了タイムは1.82秒。遠投100メートル、50メートル走は6秒3。大学時代には首位打者に輝き、リーグ通算12本塁打の打力から打てる捕手として評価が高い。本職の捕手の他、外野手、二塁手、遊撃手もこなせるユーティリティー性も魅力。

## 詳細情報

### 年度別打撃成績
| 年 度     | 球 団     | 試 合 | 打 席 | 打 数 | 得 点 | 安 打 | 二 塁 打 | 三 塁 打 | 本 塁 打 | 塁 打 | 打 点 | 盗 塁 | 盗 塁 死 | 犠 打 | 犠 飛 | 四 球 | 敬 遠 | 死 球 | 三 振 | 併 殺 打 | 打 率 | 出 塁 率 | 長 打 率 | O P S |
| --------- | --------- | ----- | ----- | ----- | ----- | ----- | -------- | -------- | -------- | ----- | ----- | ----- | -------- | ----- | ----- | ----- | ----- | ----- | ----- | -------- | ----- | -------- | -------- | ----- |
| 2022      | 日本ハム  | 36    | 108   | 96    | 5     | 22    | 3        | 0        | 0        | 25    | 1     | 0     | 2        | 4     | 0     | 8     | 0     | 0     | 23    | 1        | .229  | .288     | .260     | .549  |
| 2023      | 日本ハム  | 17    | 47    | 43    | 2     | 8     | 4        | 0        | 0        | 12    | 4     | 0     | 0        | 1     | 2     | 1     | 0     | 0     | 15    | 1        | .186  | .196     | .279     | .475  |
| 2024      | 日本ハム  | 1     | 3     | 2     | 0     | 0     | 0        | 0        | 0        | 0     | 0     | 0     | 0        | 0     | 0     | 1     | 0     | 0     | 2     | 0        | .000  | .333     | .000     | .333  |
| 通算：3年 | 通算：3年 | 54    | 158   | 141   | 7     | 30    | 7        | 0        | 0        | 37    | 5     | 0     | 2        | 5     | 2     | 10    | 0     | 0     | 40    | 2        | .213  | .261     | .262     | .524  |

- 2024年度シーズン終了時

### 年度別守備成績
捕手守備
| 年 度 | 球 団    | 捕手  | 捕手  | 捕手  | 捕手  | 捕手  | 捕手     | 捕手  | 捕手     | 捕手     | 捕手     | 捕手     |
| 年 度 | 球 団    | 試 合 | 刺 殺 | 補 殺 | 失 策 | 併 殺 | 守 備 率 | 捕 逸 | 企 図 数 | 許 盗 塁 | 盗 塁 刺 | 阻 止 率 |
| ----- | -------- | ----- | ----- | ----- | ----- | ----- | -------- | ----- | -------- | -------- | -------- | -------- |
| 2022  | 日本ハム | 24    | 132   | 12    | 1     | 0     | .993     | 1     | 16       | 11       | 5        | .313     |
| 2023  | 日本ハム | 15    | 74    | 5     | 1     | 0     | .988     | 0     | 5        | 5        | 0        | .000     |
| 通算  | 通算     | 39    | 206   | 17    | 2     | 0     | .991     | 1     | 21       | 16       | 5        | .238     |

外野守備
| 年 度 | 球 団    | 外野  | 外野  | 外野  | 外野  | 外野  | 外野     |
| 年 度 | 球 団    | 試 合 | 刺 殺 | 補 殺 | 失 策 | 併 殺 | 守 備 率 |
| ----- | -------- | ----- | ----- | ----- | ----- | ----- | -------- |
| 2022  | 日本ハム | 10    | 11    | 1     | 0     | 1     | 1.000    |
| 通算  | 通算     | 10    | 11    | 1     | 0     | 1     | 1.000    |

- 2023年度シーズン終了時[注 1]

### 記録
初記録
- 初出場・初打席：2022年4月9日、対東北楽天ゴールデンイーグルス2回戦（札幌ドーム）、7回裏に郡拓也の代打として出場、石橋良太から右飛
- 初先発出場：2022年4月13日、対埼玉西武ライオンズ（ベルーナドーム）、「8番・捕手」で先発出場
- 初安打：2022年7月30日、対東北楽天ゴールデンイーグルス15回戦（楽天生命パーク宮城）、7回表に田中将大から右前安打
- 初打点：2022年8月9日、対埼玉西武ライオンズ17回戦（札幌ドーム）、2回裏に髙橋光成から中前適時打

### 背番号
- 27（2021年[11] - ）

### 登場曲
- 「左バッターボックス」巧龍一（2022年 - ）